# Caijia
Caijia (kinesiska: 蔡家) är en köping i sydvästra Kina. Den ligger i stadsdistriktet Jiangjin i storstadsområdet Chongqing, omkring 76 kilometer söder om det centrala stadsdistriktet Yuzhong. Antalet invånare är 43 922. Befolkningen består av 21 167 kvinnor och 22 755 män. Barn under 15 år utgör 19,0 %, vuxna 15-64 år 64 %, och äldre över 65 år 15,0 %.